# Sedum callichroum
Sedum callichroum är en fetbladsväxtart som beskrevs av Pierre Edmond Boissier. Sedum callichroum ingår i Fetknoppssläktet som ingår i familjen fetbladsväxter. Inga underarter finns listade i Catalogue of Life.